# Каломфирещ
Каломфирещ (на румънски: Calomfirești) е село в окръг Телеорман, Румъния.

## Население
Численост на населението според преброяванията през годините:
| Година | Население |
| 1992   | 1218      |
| 2002   | 1177      |
| 2011   | 1034      |

### Българи
Българите се заселват в селото през периодите 1806 – 1814 и 1828 – 1834 г. Най-голямо е преселението от 1828 година, когато в селото се заселват бежанци от Ореховица (Плевенско). В периода 1910 – 1920 г. селото е било чисто българско и в него са живеели 660 българи от Белослатинско. През 1972 година в селото е имало около 300 български семейства, като са били характерни и смесените бракове с румънци. Българи живеят в селото и в наши дни, въпреки че румънизацията е напреднала. Българският говор е от белослатински тип.